# Космиринский сельский совет
Космиринский сельский совет (укр. Космиринська сільська рада) — входит в состав
Бучачского района
Тернопольской области
Украины.
Административный центр сельского совета находится в 
с. Космирин.

## История
- 1992 — дата образования.

## Населённые пункты совета
- с. Космирин
- с. Набережное